# Cremastobombycia verbesinella
Cremastobombycia verbesinella är en fjärilsart som först beskrevs av August Busck 1900.  Cremastobombycia verbesinella ingår i släktet Cremastobombycia och familjen styltmalar. Inga underarter finns listade i Catalogue of Life.